# Sarcoglottis
Sarcoglottis ist eine Pflanzengattung innerhalb der Familie der Orchideen (Orchidaceae). Sie enthält 50 Arten (2024: 55), die in der Neotropis verbreitet sind. Sie darf nicht mit der Gattung Sacoglottis aus der Familie der Humiriaceae verwechselt werden.

## Beschreibung

### Vegetative Merkmale
Die Sarcoglottis-Arten sind kleine, krautige Pflanzen, die terrestrisch wachsen. Die Wurzeln stehen büschelweise zusammen (gelegentlich auch entlang eines Rhizoms), sie sind fleischig und zylindrisch bis knollig verdickt.
Die Laubblätter stehen in einer grundständigen Rosette. Der Blattstiel ist kurz oder undeutlich. Die Blattspreite ist breit bis schmal oval. Die Blätter sind meist grün, bei einigen Arten aber auch mit hellem Muster versehen oder rötlich braun mit grünem Muster.

### Generative Merkmale
Der traubige Blütenstand enthält wenige bis viele Blüten. Besonders im oberen Bereich ist die aufrechte Blütenstandsachse behaart. Die röhrenförmigen Hochblätter umhüllen den Blütenstandsstiel teilweise.
Die zwittrigen Blüten sind fleischig, auffällig, zygomorph und dreizählig. Die Blüten einiger Arten duften. Die Blütenhüllblätter sind grünlich, gelb, weiß, rosafarben oder rötlich-braun. Der Fruchtknoten ist zylindrisch bis spindelförmig, sitzend oder ganz kurz gestielt, kaum verdreht, meist behaart. Die Sepalen stehen im unteren Teil etwa parallel zueinander, weiter vorne sind sie zurückgeschlagen, außen sind sie meist etwas behaart. Das dorsale Sepal ist konkav geformt, zusammen mit den Petalen bildet es eine Haube über der Blüte. Die seitlichen Sepalen laufen an der Basis weit am Fruchtknoten herab und sind asymmetrisch. Die Lippe ist fleischig, an der Basis abrupt verschmälert (genagelt) und dort pfeilförmig. Die Seiten der Lippe sind nach oben geschlagen und haften der Säule an, an der Spitze ist die Lippe zurückgeschlagen. Die Säule ist eher kurz, an der Basis über die Ansatzstelle am Fruchtknoten hinausreichend („Säulenfuß“). Der Säulenfuß läuft am Fruchtknoten herab und bildet zusammen mit diesem und den seitlichen Sepalen ein internes Nektarium (Cuniculus). Die Narbe besteht aus zwei getrennten oder einer zusammenliegenden Fläche. Das Trenngewebe zwischen Narbe und Staubblatt (Rostellum) ist linealisch bis zungenförmig, es endet abgeschnitten. Das Staubblatt ist länglich-oval, es endet stumpf. Es enthält die länglichen, hellgelben Pollinien, die an einer grauen bis blauen Klebscheibe (Viscidium) hängen. Die Kapselfrucht ist oval bis spindelförmig, sie enthält zahlreiche schmal spindelförmige Samen.
Bei einigen Arten wurden Prachtbienen der Gattung Euglossa als Bestäuber beobachtet. Die Klebscheibe weist nach oben, die Pollinien werden so unterhalb der Mundwerkzeuge des Insekts angeheftet.

## Vorkommen
Sarcoglottis kommt im tropischen und subtropischen Amerika vor. Von Mexiko im Norden zieht sich das Verbreitungsgebiet über die Karibik und die Nordhälfte Südamerikas bis nach Argentinien, Paraguay und Uruguay im Süden. Sie besiedeln Höhenlagen bis 2700 Meter. Die einzelnen Arten kommen in unterschiedlichen Vegetationsformen vor, in feuchten oder trockeneren Wäldern, in Sümpfen oder in verschiedenen Gebüschen und Grasländern.

## Systematik und botanische Geschichte
Die Gattung Sarcoglottis wurde 1827 von Karl Bořiwog Presl in Reliquiae Haenkeanae Band 1, Seite 95 aufgestellt. Der Gattungsname Sarcoglottis ist abgeleitet von den altgriechischen Worten σάρξ sarkos für „Fleisch“ und γλῶσσα (att. γλῶττα) glotta für „Zunge“ und bezieht sich auf die Textur des Labellums. Presls Typusart war Sarcoglottis speciosa, ein Synonym für die schon 1806 als Neottia acaulis beschrieben Sarcoglottis acaulis.
Die Gattung Sarcoglottis gehört zur Subtribus Spiranthinae aus der Tribus Cranichideae innerhalb der Familie Orchidaceae. 
Burns Balogh gruppierte die Gattungen Cyclopogon, Pelexia  und Sarcoglottis zur „Sarcoglottis alliance“, später von Szlachetko in einer eigenen Subtribus Cyclopogoninae zusammengefasst. Nach Untersuchungen der DNA ist Sarcoglottis nah mit Sauroglossum, Odontorrhynchus, Cyclopogon und Pelexia verwandt.

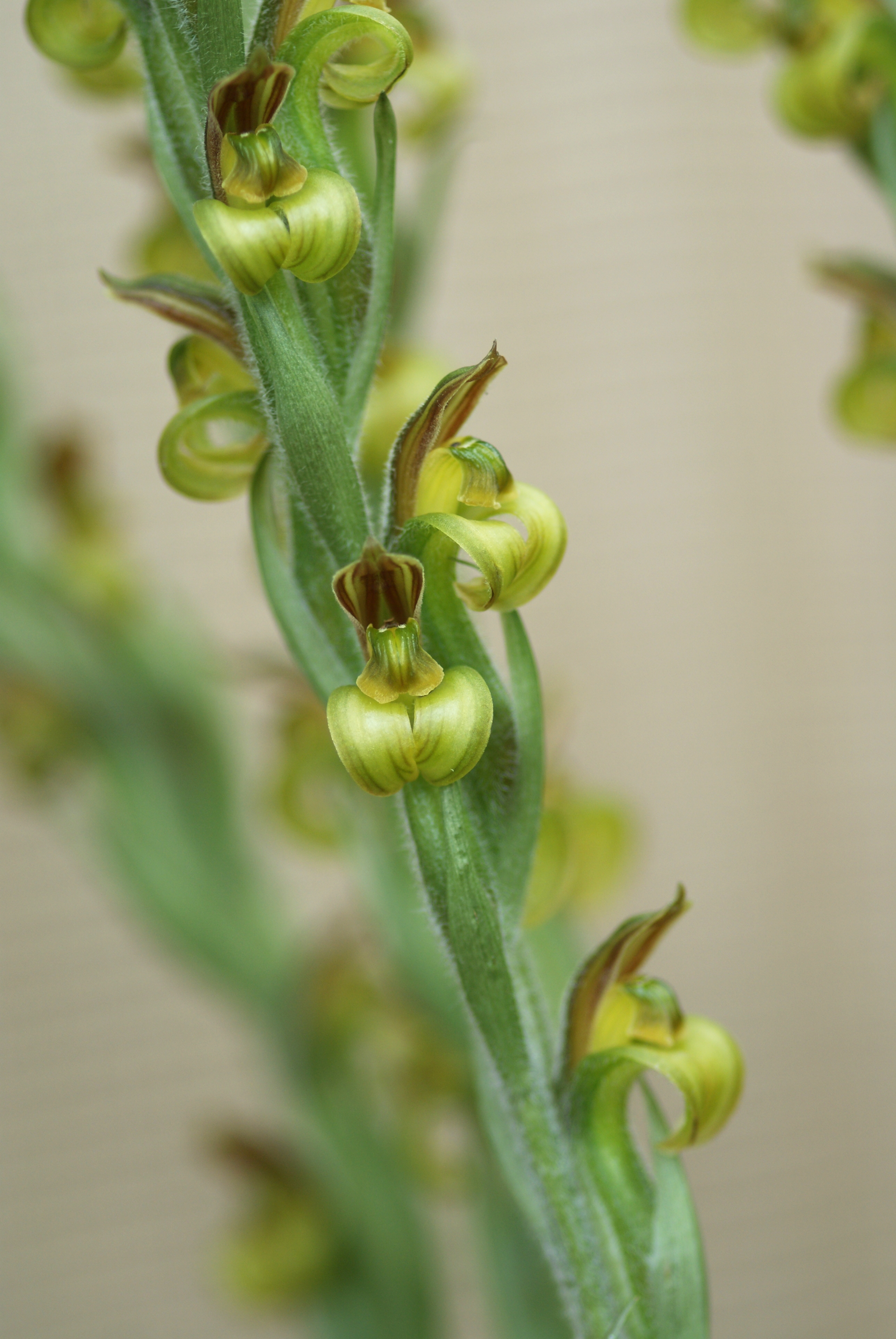
Sarcoglottis acaulis

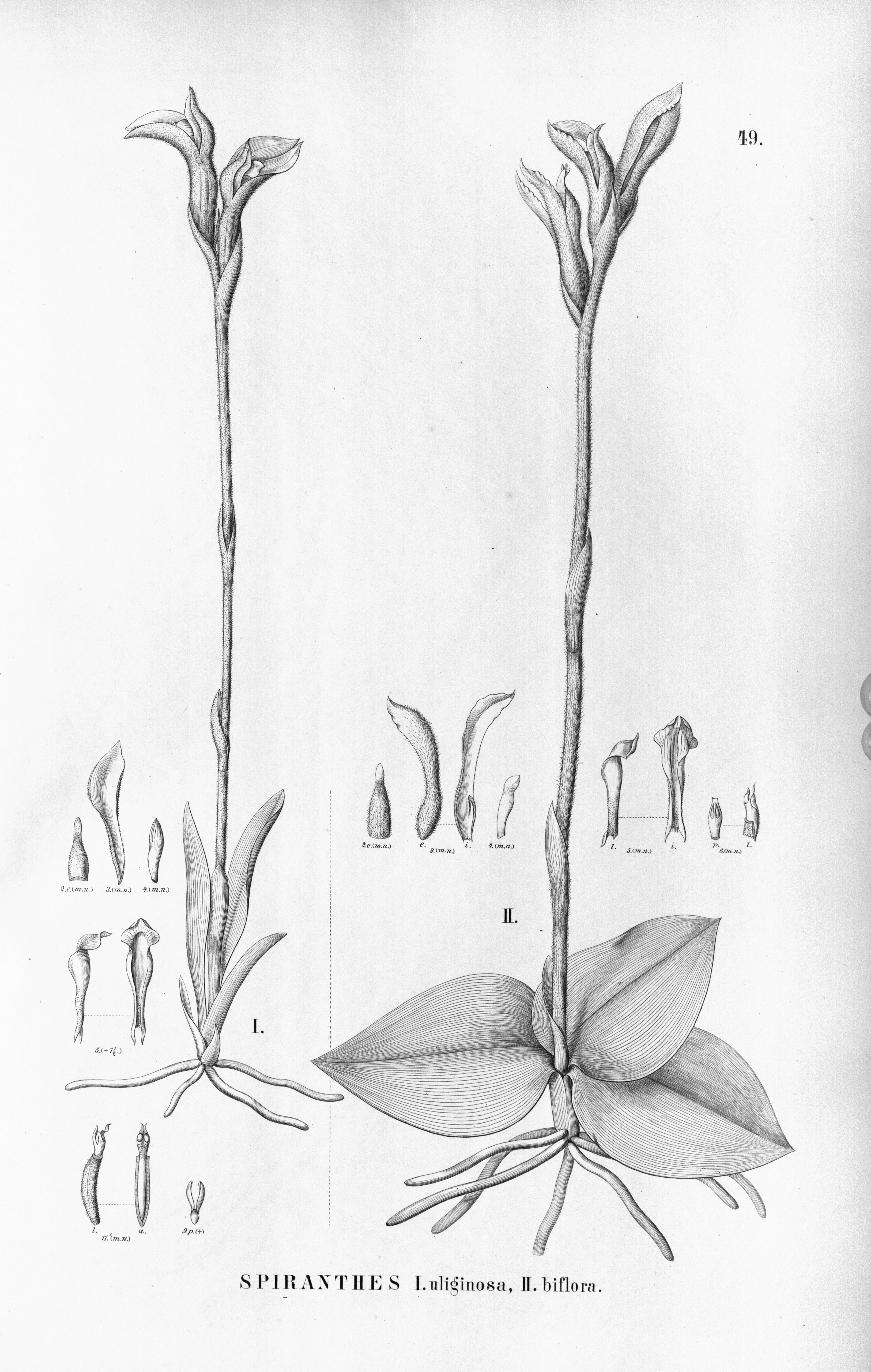
Illustration von Sarcoglottis biflora (Fig. II, rechts) und Sarcoglottis uliginosa (Fig. I, links)

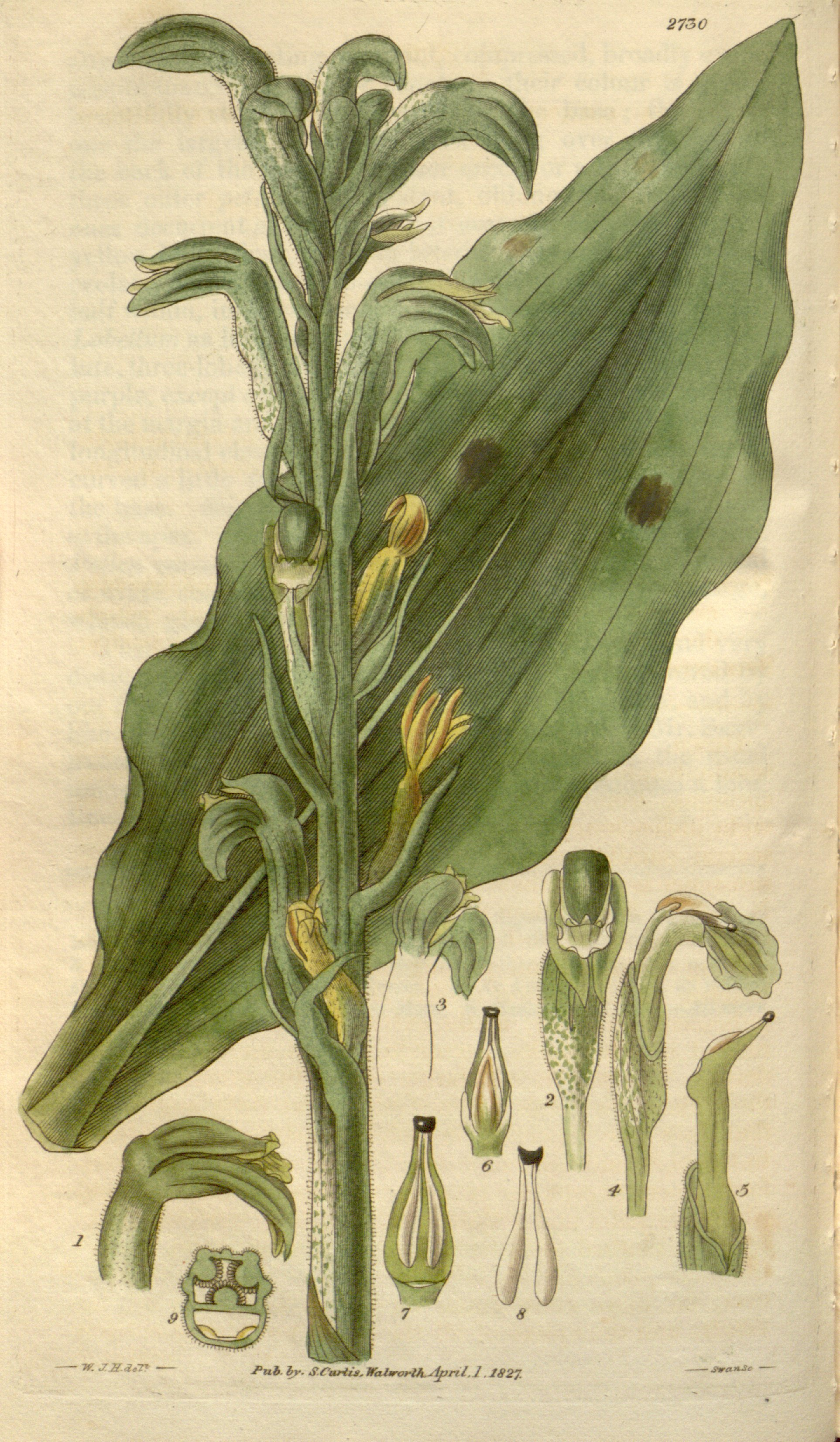
Sarcoglottis grandiflora, Illustration aus „Curtis' Botanical Magazine“

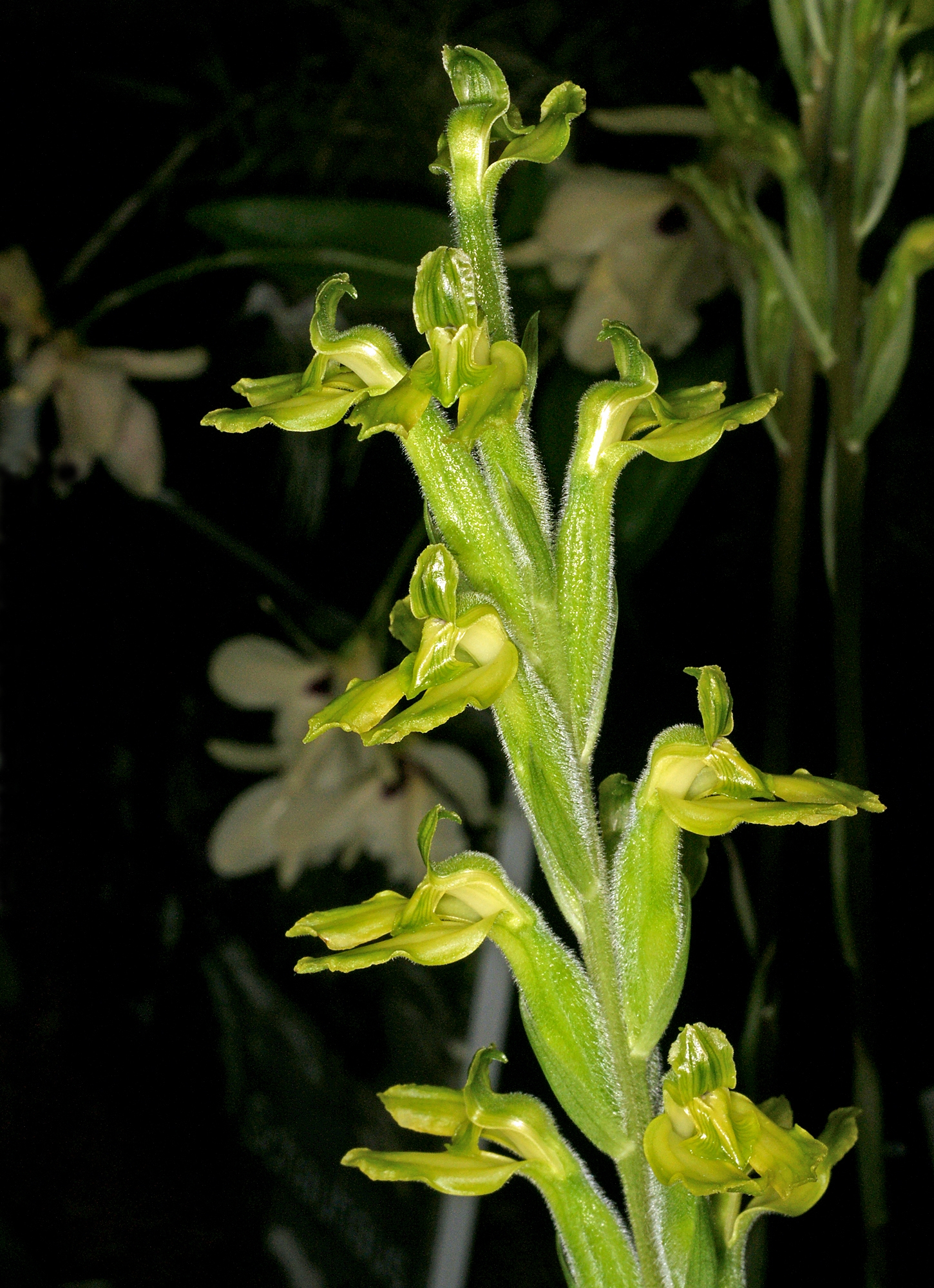
Sarcoglottis sceptrodes

Folgende Arten sind in der Gattung Sarcoglottis enthalten:
- Sarcoglottis acaulis (Sm.) Schltr.: Grenada bis Mittelamerika und tropisches Südamerika
- Sarcoglottis acutata (Rchb.f. & Warm.) Garay: Brasilien
- Sarcoglottis alexandri Schltr. ex Mansf.: Brasilien
- Sarcoglottis amazonica Pabst: Nördliches Südamerika bis nördliches Brasilien
- Sarcoglottis assurgens (Rchb.f.) Schltr.: Südliches Mexiko und Guatemala
- Sarcoglottis biflora (Vell.) Schltr.: Östliches Bolivien bis Brasilien
- Sarcoglottis calcicola Bogarín & Pupulin: Sie wurde 2021 aus Costa Rica erstbeschrieben.[7]
- Sarcoglottis catharinensis Mancinelli & E.C.Smidt: Sie wurde 2013 aus Brasilien erstbeschrieben.[1]
- Sarcoglottis cerina (Lindl.) P.N.Don in J.Donn: Mexiko bis El Salvador
- Sarcoglottis curvisepala Szlach. & Rutk.: Brasilien
- Sarcoglottis degranvillei Szlach. & Veyret: Französisch-Guayana
- Sarcoglottis depinctrix Christenson & Toscano: Brasilien
- Sarcoglottis fasciculata (Vell.) Schltr.: Brasilien bis nordöstliches Argentinien
- Sarcoglottis glaucescens Schltr.: Brasilien
- Sarcoglottis gonzalezii L.C.Menezes: Brasilien
- Sarcoglottis grandiflora (Hook.) Klotzsch: Tropisches Südamerika bis nördliches Argentinien
- Sarcoglottis heringeri Pabst: Brasilien
- Sarcoglottis herzogii Schltr.: Bolivien
- Sarcoglottis homalogastra (Rchb.f. & Warm.) Schltr.: Tropisches Südamerika bis Argentinien
- Sarcoglottis itararensis (Kraenzl.) Hoehne: Brasilien
- Sarcoglottis juergensii Schltr.: Brasilien
- Sarcoglottis labiosa Sambin & Aucourd: Sie wurde 2022 aus Französisch-Guayana erstbeschrieben.[7]
- Sarcoglottis lehmannii Garay: Kolumbien
- Sarcoglottis lobata (Lindl.) P.N.Don: Mexiko
- Sarcoglottis maasorum Pabst: Guayana
- Sarcoglottis magdalenensis (Brade & Pabst) Pabst: Brasilien und Argentinien
- Sarcoglottis maroaensis (Rolfe) Schltr.: Sie wurde 2010 aus Venezuela erstbeschrieben.[1]
- Sarcoglottis matogrossensis Engels & E.C.Smidt: Sie wurde 2021 aus Brasilien erstbeschrieben.[7]
- Sarcoglottis metallica (Rolfe) Schltr.: Kolumbien bis Guayana
- Sarcoglottis micrantha Christenson: Peru
- Sarcoglottis neglecta Christenson: Costa Rica bis Trinidad und nördliches Peru
- Sarcoglottis neillii Salazar & Tobar: Sie wurde 2019 aus Ecuador und Peru erstbeschrieben.[1]
- Sarcoglottis pauciflora (Kuntze) Schltr.: Mexiko bis Honduras
- Sarcoglottis portillae Christenson: Ecuador
- Sarcoglottis pseudovillosa Mytnik, Rutk. & Szlach.: Paraguay
- Sarcoglottis retorta Sambin & Aucourd: Sie wurde 2022 aus Französisch-Guayana erstbeschrieben.[7]
- Sarcoglottis riocontensis E.C.Smidt & Toscano: Brasilien
- Sarcoglottis rosulata (Lindl.) P.N.Don: Südliches Mexiko bis Honduras
- Sarcoglottis saint-marcelensis Szlach., S.Nowak & Baranow: Sie wurde 2017 aus Französisch-Guayana erstbeschrieben.[1]
- Sarcoglottis sarthouae Szlach., S.Nowak & Baranow: Sie wurde 2017 aus Französisch-Guayana erstbeschrieben.[1]
- Sarcoglottis sceptrodes (Rchb.f.) Schltr.: Mexiko bis Panama
- Sarcoglottis schaffneri (Rchb.f.) Ames in J.D.Smith: Mexiko bis Honduras
- Sarcoglottis schwackei (Cogn.) Schltr.: Brasilien
- Sarcoglottis scintillans (E.W.Greenw.) Salazar & Soto Arenas: Mexiko
- Sarcoglottis smithii (Rchb.f.) Schltr.: Nicaragua und Costa Rica
- Sarcoglottis stergiosii Carnevali & I.Ramírez: Südöstliches Kolumbien bis Guayana
- Sarcoglottis tirolensis Burns-Bal. & Merc.S.Foster: Südöstliches Paraguay
- Sarcoglottis turkeliae Christenson: Ecuador
- Sarcoglottis uliginosa Barb.Rodr.: Brasilien, Paraguay und Argentinien
- Sarcoglottis umbrosa (Barb.Rodr.) Schltr.: Südöstliches Brasilien
- Sarcoglottis ventricosa (Vell.) Hoehne: Südöstliches Brasilien und Argentinien
- Sarcoglottis veyretiae Szlach.: Brasilien
- Sarcoglottis villosa (Poepp. & Endl.) Schltr.: Peru und Brasilien
- Sarcoglottis viscosa Szlach. & Rutk.: Westlich-zentrales Brasilien
- Sarcoglottis woodsonii (L.O.Williams) Garay: Panama